# 臺灣東部

東台灣範圍，國發會定義。

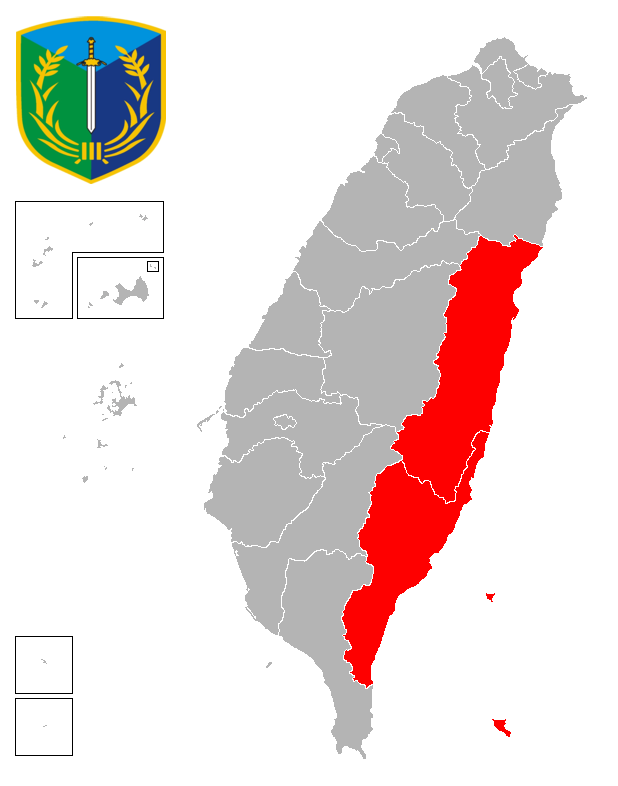
東台灣範圍，國防部定義。

臺灣東部，或稱東臺灣，是臺灣東半邊區域，西側以雪山山脈、中央山脈與台灣西部相隔，東側臨太平洋，佔臺灣島總面積約三分之一。

## 範圍與地形
台灣東部橫跨2個縣市，由北而南分別是花蓮縣、臺東縣。
地形為花東縱谷平原，倚靠雪山山脈、中央山脈、花東海岸山脈。

## 主要城市
- 花蓮縣：花蓮市、吉安鄉、玉里鎮、鳳林鎮
- 臺東縣：臺東市

## 主要交通
- 臺灣鐵路管理局
  - 東部幹線的《北迴線》及《臺東線》之合稱。

## 景點
- 花蓮地區：花蓮港、遠雄海洋公園、清水斷崖、七星潭、太魯閣國家公園。
- 臺東地區：臺東港、都蘭林場、三仙台、鹿野高台、多良車站。